# トーションバー
トーションバーとは、棒状の物体を捻る時の反発力を利用したばねの一種である。ねじり棒、ねじりばね、ねじり棒ばねとも呼ばれる。 
英語ではtorsion bar や torsion spring、 torsion bar springなどとも。

## 概要
コイルばねに比べ、同じ質量で保存できるエネルギーが大きいため、軽量に作ることが出来る。また、まっすぐで細いためスペース効率も高い。多くは中実の鋼棒であるが、中空（鋼管）のものもある。

## ねじりばね定数

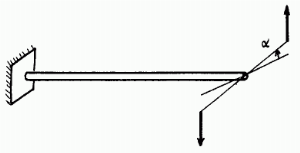
左端を固定、右端でねじる場合

ねじりモーメントに対する変形角度の比を表すねじりばね定数は下記で示される。
{\displaystyle k={\dfrac {M_{T}}{\alpha }}={\dfrac {GJ}{L}}}
{\displaystyle k}：ねじりばね定数(Nmm/rad)
{\displaystyle M_{T}}：ねじりモーメント(Nmm)
{\displaystyle \alpha }：ねじれ変形角(rad)
{\displaystyle L}：長さ(mm)
{\displaystyle G}：材料の剛性率（横弾性係数）(GPa)
{\displaystyle J}：ねじり定数。円形断面では断面二次極モーメントに等しい

## 用途

### トーションバー式サスペンション
自動車用サスペンションとして、1930年代以降に用いられるようになった形式にトーションバー式サスペンション（Torsion bar suspension）がある。サスペンションのメインスプリングにトーションバーを用いたもので、揺動をねじり軸方向に変換できるタイプの各種サスペンション形態に導入例が見られる。他のばねに比べ、支える荷重が大きい場合でもばね自体の質量増加が少ないため、特に戦車やトラック、トレーラー（被牽引車）などで多用されている。
なお、「トーションビーム式サスペンション」は使われる「ばね」による区別ではなく、車軸（アクスルビーム）本体がねじれる構造の懸架装置を指す用語で、本形式とは全く異なる。

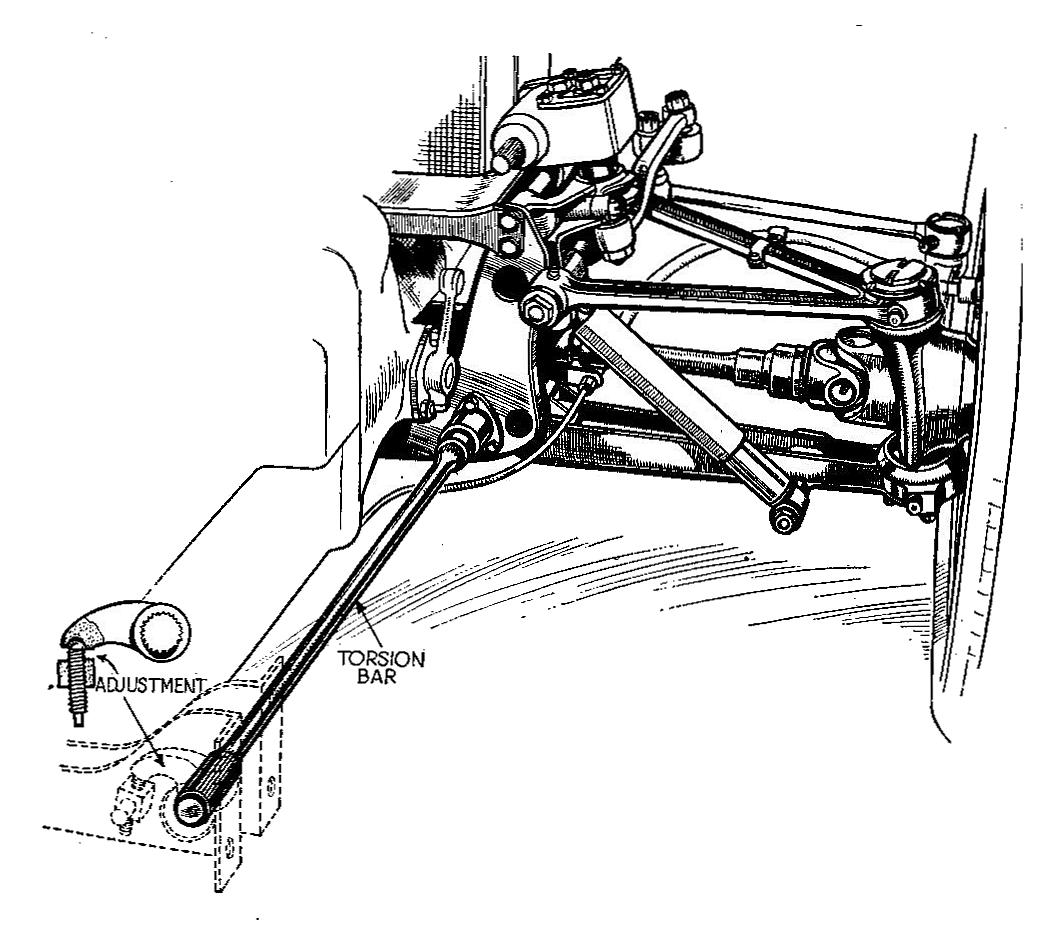
トーションバースプリングを採用したシトロエンの「トラクシオン・アバン」のフロントサスペンション（1934）。初期のトーションバー採用例で、2010年代でも小型トラック等でこれに倣ったサスペンションを用いる事例がある

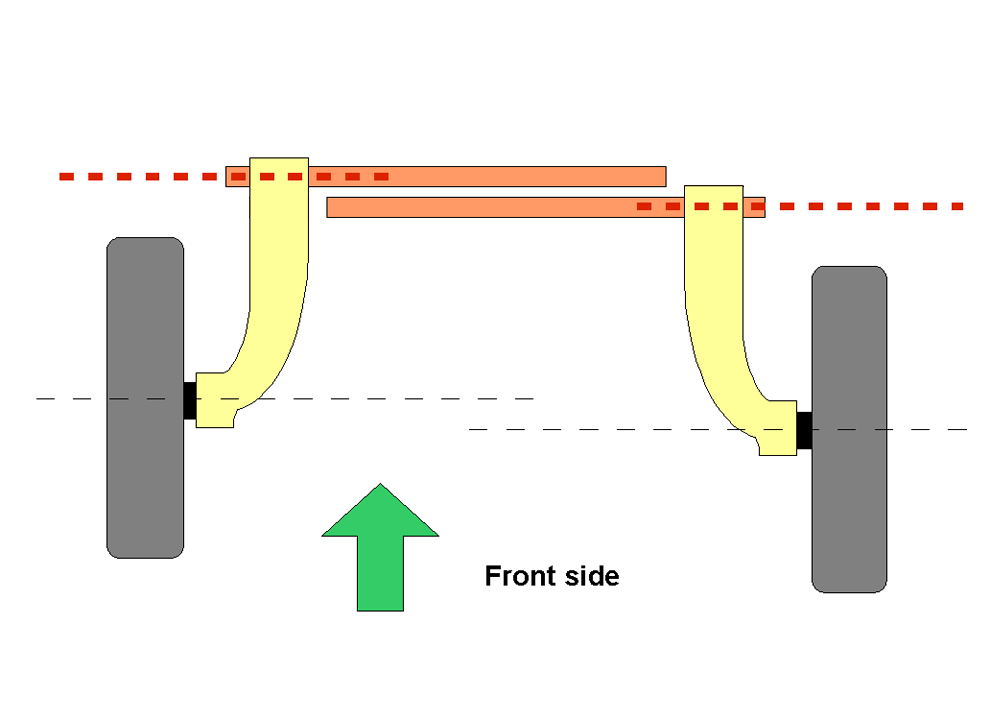
左右非対称の例。
左右でホイールベースが異なるこの手法は、1960年代以降のルノー製前輪駆動車における後輪での採用例がよく知られている。

スウィングアクスルやダブルウィッシュボーンとは縦置きで、トレーリングアームとは横置きでそれぞれ組み合わされる。自動車の後輪や履帯用では横置きされた複数のトーションバーの干渉を防ぐため、左右の構造が非対称となる場合がある。
自動車では、サスペンションの他、アンチロールバー（いわゆるスタビライザー）、セダンのトランクリッド、ピックアップトラック、ライトバン、ハッチバックのドロップゲート（荷台後部のあおり、バンやハッチバックでは上下分割式バックドアの下側。）のヘルパースプリングなどにトーションスプリングが使われている。1960年代以降に乗用車用サスペンションの主流を為すようになったストラット式サスペンションにはメインスプリングとして使いにくいため主流から退いたが、アンチロールバーとしての補助使用は2010年代でも広く行われている。
スムーズな動作のためには、アームのピボットとトーションバーの中心とを一致させ、「ねじりモーメント」以外がかからないようにするのが通常の設計であるが、フォードのピックアップトラックとSUVのフロントや、PSA・プジョーシトロエンでのリアのように、両者がずれているため先端が円運動を起こし、トーションバーに「曲げモーメント」が発生するものもある。
また、プリロードの調整が容易で、ほとんどの場合、根元に嵌合固定されているカムの位置を回転させるだけで簡単に車高を調節することができる。車種によっては油気圧や油圧式のハイトコントロールが組み合わされたものもある。
日本では、戦後に富士重工業（現・SUBARU）がスバル・360にトーションバー式サスペンションを採用する際、多くの課題があり、また、ばね製造元の日本発条も生産設備を持っていなかった困難はあったが、同社の協力も得つつ採用に踏み切った。試作当初は鋼材削り出しで1本1万円のトーションバー4本は、車輛全体の価格のうちのかなりを占める高価と言えるものであったが、その後に日本発条では鍛造での量産化に成功、採用例も広まった。。スバル・1000にも採用したが、いずれも右図のような左右非対称となる、「車体幅一杯の長さのトーションバーをすこしずらせて配置する」という構成ではなく、中央の取付部に左右同相ならば回転できるような自由度を与え、コイルばねを併用するという構成としている。この構成は、左右対称かつコンパクトで荷重の対応範囲も広いという利点の他、左右に等しい荷重に対しては軟らかめであるのに比しロール剛性は高めという、アンチロールバー（いわゆるスタビライザー）を持つサスペンションと同様な性格を与えており、いわゆる「スバル・クッション」と呼ばれた乗り心地の良さなどという評判はこれのためともされる。
レーシングカーではコストの問題は比較的大きくなく、古くはロータス・72のような採用例もあるように、トーションバー式サスペンションに積極的な設計者（デザイナー）もいたが、コイルばねの採用も多かった。その後、特に、ルールによりオープンホイールのため足回りがむき出しのフォーミュラカーにおいて、極度に空力が重視されるようになると、空間効率の高さ（前面投影面積の小ささ）という利点から、F1では1989年から1991年のフェラーリ（フェラーリ・640）以降、1990年代後半からは広く採用されるようになり、主流になっている。
サスペンション以外では、パナールのディナX以降のモデルやホンダ・RA301などで、エンジンのバルブスプリングにトーションバーを採用した例もある。
戦車用としては、1934年に登場したスウェーデンのAB ランズヴェルク製L-60軽戦車に用いられたのが最初の例であると考えられる（ライセンス生産版のトルディも参照）。その後ドイツやソ連では比較的早く、1930年代末から量産車両に用いられた。当時の事例としてはフォルクスワーゲンのビートル、キューベルワーゲン、トランスポーターを挙げることができる。
日本では、帝国陸軍に委託された東北帝国大学（現東北大学）市原通敏博士らによってトーションバーを軍用装軌車輌に用いる研究が行われていた。帝国陸軍は軽装甲車用トーションバーの研究を1943年8月の段階で完了している。この頃より開発が始まった五式中戦車(チリ車)はトーションバーサスペンションの採用が検討されていた。しかし同年、試作トーションバーサスペンションを装着した九八式六屯牽引車（ロケ車）を市原博士自ら搭乗して走行試験を行っていた最中、転落事故死してしまい、戦時中の研究は停滞してしまう。その後も三菱重工では博士の研究成果を元に研究が続けられ、戦後には欧米のトーションバーの研究論文や試験検証法も取り入れられた。それらの成果を元に、戦後陸上自衛隊の発足に合わせて1956年に試作されたSS（試製56式自走105mm無反動砲。60式自走106mm無反動砲の試作車）や、同年に試作されたSTA（61式戦車の試作車）、1957年に試作されたSU（試製56式装甲車。60式装甲車の試作車）でトーションバーサスペンションは一挙に採用、実用化された。

### 戦車
戦車などの履帯用も、形式上は「トレーリングアーム式サスペンション+トーションバー・スプリング」であるが、慣例からそれらを「トーションバーサスペンション」、油気圧併用のものを「ハイブリッドサスペンション」と呼ぶことが多い。
なお、近年の前輪駆動車の後輪などに多く見られる「トーションビーム式サスペンション」は、左右のハブをつなぐ梁（ビーム）を捻れ・撓み（トーション）に対応させた構造としたもので、トーションバー式サスペンションとは異なるものである。一般にトーションビームの構造のみでは、ある程度までの変形しか受け持てないため、荷重全体を受けるばねを別途、組み合わせる必要がある。一般的にはコイルばねが用いられるが、トーションスプリングを利用している場合もあり、そういった場合文献などで混乱が見られることもある。

### 自動車以外

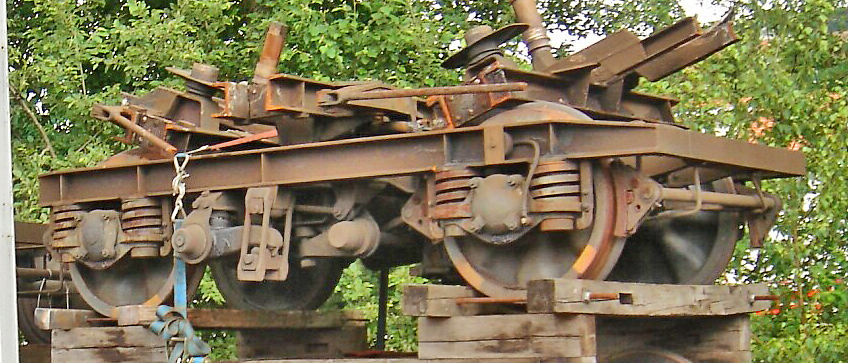
枕ばねに2組のトーションバー・スプリングを用いたSIG-T台車

少数ながら鉄道車両の台車の枕ばねに使用された例もある。スイスのSIG（Schweizerische Industrie Gesellschaft）が開発した通称SIG台車と呼ばれるものがそれで、2本のトーションバー・スプリングが枕木方向に点対称に配置されている。日本ではSIGとライセンス契約を結んだ日本車両がこれを手がけ、遠州鉄道30形、広島電鉄2000形、名鉄2代目3700系電車（モ3721で試用）の各車に採用された。

## その他
トーションバーは、取付け、取扱性を考慮して両端部のつかみ部の形状はスプライン、セレーション、六角断面が多く使われ、形状・寸法についてJIS B2705（現在は廃止）において規格化されていた。